# Pierre-Marie Mermier
Pierre-Marie Mermier, né le 28 août 1790 à Vovray, dans le duché de Savoie, et mort le 30 septembre 1862 à La Feuillette (près d'Annecy), est un prêtre catholique savoyard du diocèse d'Annecy, fondateur de la congrégation des Missionnaires de Saint François de Sales et des sœurs de la Croix de Chavanod.

## Biographie
Pierre-Marie Mermier naît en Savoie à Vovray, village dépendant de la paroisse de Chaumont-en-Genevois, à l'aube de la Révolution française et de l'occupation du duché de Savoie de 1792, époque où le culte catholique est interdit et les prêtres poursuivis. Ses parents qui abritent fréquemment des prêtres clandestins de passage dans la région courent de grands risques. La messe est parfois célébrée en cachette chez eux, ce qui fait naître la vocation de Pierre-Marie, encore enfant. La liberté de culte est rétablie en 1800. Il étudie à Melan, puis entre au séminaire de Chambéry en 1807. Il est ordonné prêtre le 21 mars 1813.
Son premier poste est dans la région de Magland, où il est vicaire, puis il enseigne au collège de Melan. En 1819, il est nommé par l'évêque de Chambéry, curé du Châtelard. Il déploie beaucoup de zèle et prend contact avec l'abbé Joseph-Marie Favre qui multiplie les prédications de missions dans le diocèse de Chambéry. L'idée d'une communauté missionnaire commence à germer en 1821. L'évêque d'Annecy, Claude-François de Thiollaz, appelle en 1823 l'abbé Mermier comme directeur spirituel du séminaire, et trois ans plus tard lui confie les missions qu'il doit prêcher de village en village. Il est de plus en plus convaincu qu'une communauté de prêtres doit être fondée pour mettre leurs forces en partage au cours de ces missions.
Le nouvel évêque d'Annecy, Pierre-Joseph Rey, appuie sa démarche et celle de cinq de ses compagnons en 1832. Le groupe déménage en 1834 à La Roche-sur-Foron et le 29 septembre 1836, les six hommes sont reconnus provisoirement avec une nouvelle règle comme « missionnaires d'Annecy ». Ils s'installent au hameau de La Feuillette près d'Annecy en août 1837. C'est ici que commence leur maison d'études placée sous le patronage de saint François de Sales qui avait rétabli le catholicisme dans le Chablais. La reconnaissance civile de la société intervient le 15 octobre 1838 et le 24 octobre suivant le Saint-Siège les reconnaît comme « Missionnaires de Saint François de Sales ».
Pierre-Marie Mermier fonde des écoles primaires dans la région, puis le pape Grégoire XVI suggère à la nouvelle congrégation de partir en mission lointaine, mais la congrégation n'a que onze profès. Néanmoins, les premiers missionnaires partent pour les Indes en 1843. Aujourd'hui, c'est le pays le plus important en nombre de vocations et d'établissements pour la congrégation.
En 1856, les missionnaires ouvrent un collège à Évian et en 1857 à Melan. L'abbé Mermier aide également Claudine Echernier à fonder à Chavanod la congrégation des Sœurs de la Croix de Chavanod qui démarre en 1839, pour l'enseignement des fillettes des classes populaires. Entre 1828 et 1857, Pierre-Marie Mermier dirige personnellement plus de quatre-vingt-dix missions. Il est apprécié des villageois et des montagnards, grâce à sa foi profonde et à la force de ses convictions. Il place la congrégation sous la protection de Notre-Dame des Douleurs, dans un esprit expressément salésien. Il devient curé de la paroisse de Pougny (Ain, France) en 1857, mais tombe malade et retourne à La Feuillette, perdant de plus en plus la vue. Il entreprend un pèlerinage à Notre-Dame de la Salette en juillet 1859. En 1860 il est frappé d'une crise cardiaque et devient aveugle. Il meurt deux ans plus tard.

## Source
- (de) Cet article est partiellement ou en totalité issu de l’article de Wikipédia en allemand intitulé « Pierre-Marie Mermier » (voir la liste des auteurs).